# Nancy Dankers
Leonarda Henrica Johanna Maria (Nancy) Dankers (Helmond, 22 juni 1949 - Nijmegen, 25 augustus 2005) was een Nederlandse politica van het CDA. Voor deze politieke partij was ze wethouder in Helmond en lid van de Tweede Kamer.

## Levensloop
Dankers werd geboren als dochter van de directeur van het busbedrijf EHAD (Eerste Helmondse Autobus Dienst, in 1997 overgenomen door Hermes). In Helmond genoot ze lager en middelbaar onderwijs (HBS-a) tot 1966 waarna ze economie ging studeren aan de Katholieke Economische Hogeschool in Tilburg.
Na haar afstuderen ging ze in 1975 werken in haar vaders bedrijf, waar ze opklom van medewerker via directeur financiën en personeelszaken tot algemeen directeur in 1985.
Inmiddels was Dankers politiek actief geworden en sinds 1978 lid van de Helmondse gemeenteraad (sinds 1980 voor het CDA). Ze werd in 1986 fractievoorzitter van de CDA-fractie en in 1990 wethouder van maatschappelijke dienstverlening, waarbij ze haar EHAD-directeurschap opzegde.
Voor de Tweede Kamerverkiezingen van 1994 deed Nancy Dankers mee voor het CDA en kwam in de Kamer, ondanks het feit dat die partij een sterke daling vertoonde in zetelaantal en het eerste paarse kabinet geboren werd. Ze hield zich in de kamer voornamelijk bezig met welzijn, volksgezondheid, arbeid & zorg en Antilliaanse zaken. In 1998 en 2002 werd ze herkozen in de Tweede Kamer. In 2000 behoorde ze tot de CDA-minderheid die voor het homohuwelijk stemde.
Sinds midden 2001 was Dankers vanwege een ongeneeslijke ziekte afwezig in de kamer en daarom nam ze na haar verkiezing in 2002 haar Kamerzetel niet op. Op 25 augustus 2005 stierf ze aan deze ziekte op 56-jarige leeftijd.